# Cytinus hypocistis
Cytinus hypocistis — вид рослини родини цитінусові.

## Будова
Паразитична рослина, що росте на корінні рослини Cistus salviifolius. Рослину помітно лише у час цвітіння. Мініатюрні квіти з'являються у суцвіттях, кожна має два чашолистика та 5 пелюсток. Квіти з'являються при корені рослини хазяїна і часто бувають невидимі, накритими опалим листям. 

## Поширення та середовище існування
Зростає у Середземномор'ї, Північній Африці, Туреччині.

## Галерея

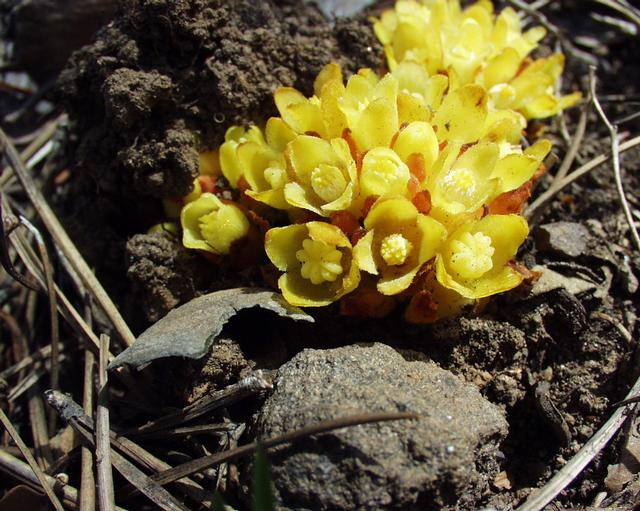
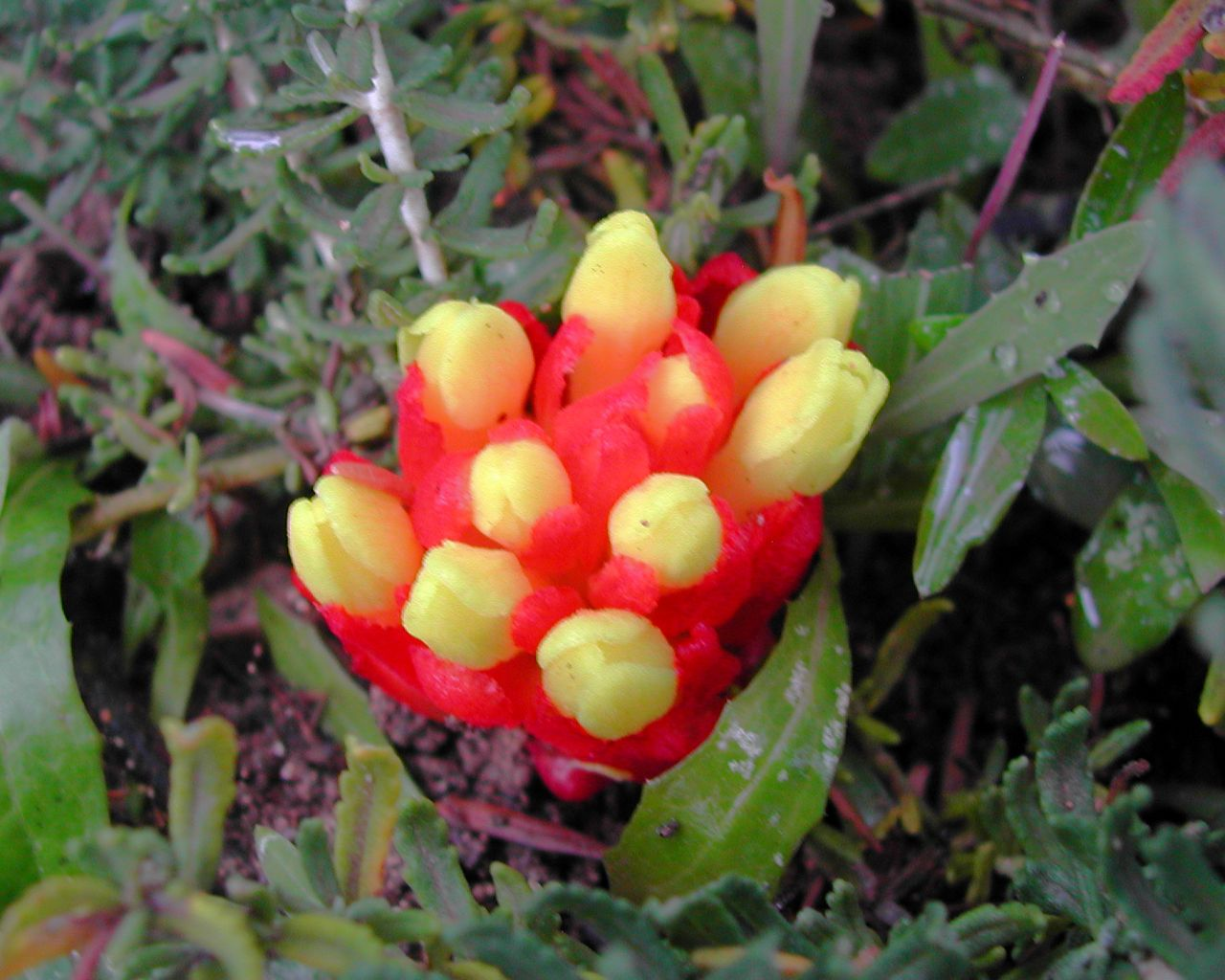
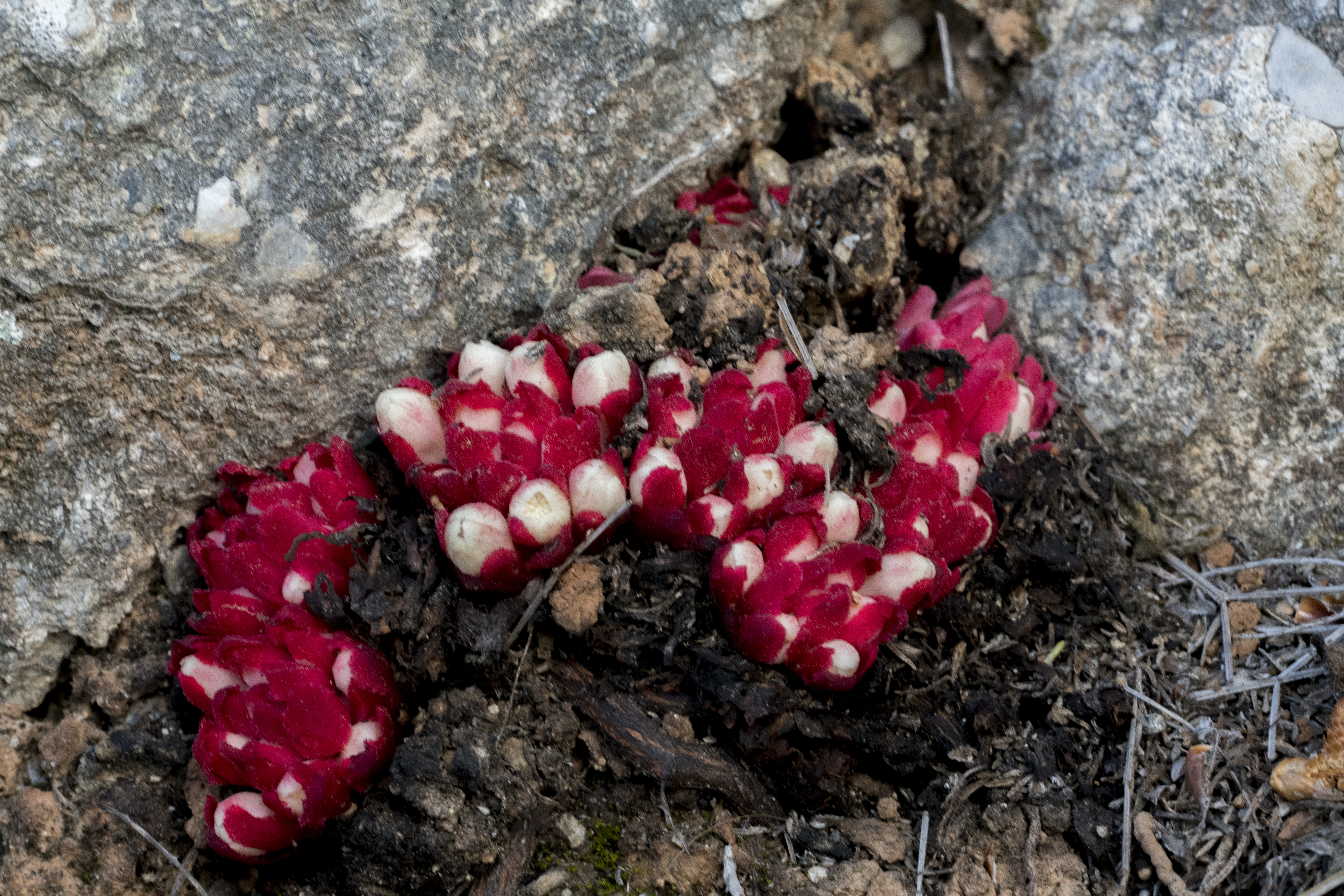